# Halmsjön, Ångermanland
Halmsjön är en sjö i Kramfors kommun i Ångermanland och ingår i Nätraån-Ångermanälvens kustområde. Sjön har en area på 0,138 kvadratkilometer och ligger 264,1 meter över havet. Sjön avvattnas av vattendraget Halmsjöån.

## Delavrinningsområde
Halmsjön ingår i det delavrinningsområde (700225-161694) som SMHI kallar för Utloppet av Halmsjön. Medelhöjden är 292 meter över havet och ytan är 0,99 kvadratkilometer. Räknas de 6 avrinningsområdena uppströms in blir den ackumulerade arean 6,28 kvadratkilometer. Halmsjöån som avvattnar avrinningsområdet har biflödesordning 3, vilket innebär att vattnet flödar genom totalt 3 vattendrag innan det når havet efter 14 kilometer. Avrinningsområdet består mestadels av skog (70 procent). Avrinningsområdet har 0,14 kvadratkilometer vattenytor vilket ger det en sjöprocent på 13,9 procent.